# Bambú
Bambú – stacja metra w Madrycie, na linii 1. Znajduje się w dzielnicy Chamartín, w Madrycie i zlokalizowana jest za pomiędzy stacjami Pinar de Chamartín, a Chamartín. Została otwarta 11 kwietnia 2007.